# Tottenham
Tottenham este o suburbie din cadrul regiunii Londra Mare, Anglia, situată în nordul aglomerației londoneze. Tottenham aparține din punct de vedere administrativ de burgul londonez Haringey. 